# NGC 2406
NGC 2406 is een elliptisch sterrenstelsel in het sterrenbeeld Tweelingen. Het hemelobject werd op 7 februari 1885 ontdekt door de Franse astronoom Édouard Jean-Marie Stephan.

## Synoniemen
- MCG 3-19-21
- ZWG 86.41
- ZWG 87.2
- NPM1G +18.0161
- PGC 21218